# روبرت آدامز (كاتب خيال علمي)
روبرت آدامز (بالإنجليزية: Robert Adams)‏ (31 أغسطس 1933، دانفيل في الولايات المتحدة - 4 يناير 1990، مقاطعة أورانج في الولايات المتحدة)؛ روائي أمريكي.